# Літо. Однокласники. Любов
«Літо. Однокласники. Любов» (англ. «LOL») — американська романтична комедійна драма 2012 року, знята режисером Лізою Азуелос, з Майлі Сайрус і Демі Мур у головних ролях. Фільм є ремейком французької кінокомедії 2008 року «Лол», теж знятої Азуелос. Зйомки проходили в Детройті, Чикаго та Парижі наприкінці 2010 року.

## Сюжет
Головна героїня — шістнадцятирічна школярка Лола, яка живе разом з батьками в невеликому передмісті Чикаго та вчиться у звичайній школі. Але майбутній навчальний рік не обіцяє красуні нічого хорошого — вже в перший день навчання її хлопець зізнається, що зрадив їй в літньому таборі. Бажаючи помститися коханому, Лола заявляє, що і сама втратила невинність, коли брала участь в поході на байдарках. До того ж мати дівчини зовсім не цікавиться життям своєю вже дорослою дочкою, бо сама страждає від повної плутанини в особистому житті…

## У ролях
- Майлі Сайрус — Лола Вільямс
- Демі Мур — Енн Вільямс, мати Лоли
- Томас Джейн — Аллен Вільямс, батько Лоли
- Ешлі Гіншоу — Емілі
- Ешлі Ґрін — Ешлі
- Джей Ернандес — Джеймс
- Марло Томас — Гранн Вільямс, бабуся Лоли
- Дуглас Бут — Кайл
- Джордж Фінн — Чад
- Ліна Еско — Джаніс
- Адам Севані — Вен
- Джина Гершон — Кеті
- Фішер Стівенс — Роман
- Нора Данн — мати Емілі
- Танц Вотсон — Ллойд
- Остін Ніколс — вчитель Колін Росс
- Жан-Люк Білодо — Джеремі
- Брейді Таттон — Джексон
- Тердман — фанат

## Знімальна група
- Режисер — Ліза Азуелос
- Сценарій — Ліза Азуелос, Камір Айнуз
- Продюсери — Майкл Шамберг, Стейсі Шер, Тіш Сайрус
- Оператор — Кіран Макгіган
- Композитор — Роб Сімонсен
- Монтаж — Майрон Керштейн

## Саундтрек
- Rock Mafia — The Big Bang
- Miley Cyrus — Giving You Up
- Keane — Somewhere Only We Know
- Jonathan Clay — Heart On Fire
- BB Brunes — Cul et chemise
- The Rolling Stones — You Can't Always Get What You Want
- Foster the People — Houdini
- Ingrid Michaelson — Everybody
- Jonathan Clay — Little sister
- Freelance Whales — Location
- Jean-Philippe Verdin — Dreamers